# Arcidiocesi di Southwark
L'arcidiocesi di Southwark (in latino Archidioecesis Southvarcensis) è una sede metropolitana della Chiesa cattolica in Inghilterra. Nel 2022 contava 399.000 battezzati su 4.999.000 abitanti. È retta dall'arcivescovo John Wilson.

## Territorio
L'arcidiocesi comprende i boroughs della Grande Londra situati a sud del fiume Tamigi, nonché la contea di Kent e l'autorità unitaria di Medway.
Sede arcivescovile è la città di Londra, dove si trova la cattedrale di San Giorgio, localizzata nel distretto di Southwark. Nel territorio diocesano sorgono le ex cattedrali cattoliche di Canterbury e di Rochester. A Faversham si trova il santuario nazionale di San Giuda.
Il territorio si estende su 4 596 km² ed è suddiviso in 175 parrocchie, raggruppate in 20 decanati, 13 a Londra e 7 nel Kent.

### Cattedrale
L'originale costruzione, progettata dal celebre architetto inglese Augustus Pugin e inaugurata nel 1848, è stata la prima cattedrale cattolica costruita nel Regno Unito dopo la Riforma. Anche se gran parte della cattedrale è stata distrutta dai bombardamenti del 1941 durante la seconda guerra mondiale, si è conservata parte della pianta originale che è stata incorporata nella ricostruita cattedrale, riaperta nel 1958.

### Provincia ecclesiastica
La provincia ecclesiastica di Southwark, istituita nel 1965, si estende nella parte meridionale dell'Inghilterra e comprende le seguenti suffraganee:
- la diocesi di Plymouth, eretta il 29 settembre 1850;
- la diocesi di Portsmouth, eretta il 19 maggio 1882;
- la diocesi di Arundel e Brighton, eretta il 28 maggio 1965.

## Storia
La diocesi di Southwark fu eretta il 29 settembre 1850, simultaneamente con la restaurazione della gerarchia cattolica in Inghilterra e Galles, con il breve Universalis Ecclesiae di papa Pio IX, ricavandone il territorio dal vicariato apostolico del Distretto di Londra (oggi arcidiocesi di Westminster). Originariamente era suffraganea della stessa arcidiocesi di Westminster.
Il 19 maggio 1882 cedette una porzione del suo territorio a vantaggio dell'erezione della diocesi di Portsmouth.
Il 28 maggio 1965 in forza della bolla Romanorum Pontificum di papa Paolo VI ha ceduto un'altra porzione di territorio alla diocesi di Arundel e Brighton e contestualmente è stata elevata al rango di arcidiocesi metropolitana.

## Cronotassi dei vescovi
Si omettono i periodi di sede vacante non superiori ai due anni o non storicamente accertati.
- Thomas Grant † (27 giugno 1851 - 31 maggio 1870 deceduto)
- James Danell † (10 gennaio 1871 - 14 giugno 1881 deceduto)
- Robert Aston Coffin, C.SS.R. † (25 maggio 1882 - 6 aprile 1885 deceduto)
- John Baptist Butt † (26 giugno 1885 - 12 aprile 1897 dimesso[4])
- Francis Alphonsus Bourne † (9 aprile 1897 succeduto - 11 settembre 1903 nominato arcivescovo di Westminster)
- Peter Emmanuel Amigo † (12 marzo 1904 - 1º ottobre 1949 deceduto)
- Cyril Conrad Cowderoy † (12 dicembre 1949 - 10 ottobre 1976 deceduto)
- Michael George Bowen † (28 marzo 1977 - 6 novembre 2003 dimesso)
- Kevin John Patrick McDonald (6 novembre 2003 - 4 dicembre 2009 dimesso)
- Peter David Gregory Smith † (30 aprile 2010 - 10 giugno 2019 ritirato)
- John Wilson, dal 10 giugno 2019

## Statistiche
L'arcidiocesi nel 2022 su una popolazione di 4.999.000 persone contava 399.000 battezzati, corrispondenti all'8,0% del totale.
| anno | popolazione | popolazione | popolazione | presbiteri | presbiteri | presbiteri | presbiteri                | diaconi | religiosi | religiosi | parrocchie |
| anno | battezzati  | totale      | %           | numero     | secolari   | regolari   | battezzati per presbitero | diaconi | uomini    | donne     | parrocchie |
| ---- | ----------- | ----------- | ----------- | ---------- | ---------- | ---------- | ------------------------- | ------- | --------- | --------- | ---------- |
| 1950 | 200.000     | 5.000.000   | 4,0         | 777        | 471        | 306        | 257                       |         |           |           | 204        |
| 1970 | 353.502     | 4.320.000   | 8,2         | 556        | 360        | 196        | 635                       |         | 268       | 1.566     | 170        |
| 1980 | 395.158     | 4.241.000   | 9,3         | 502        | 312        | 190        | 787                       | 1       | 287       | 1.190     | 173        |
| 1990 | 385.486     | 4.040.000   | 9,5         | 502        | 316        | 186        | 767                       | 37      | 272       | 989       | 186        |
| 1999 | 380.979     | 4.048.900   | 9,4         | 449        | 315        | 134        | 848                       | 64      | 171       | 869       | 186        |
| 2000 | 383.733     | 4.048.900   | 9,5         | 442        | 319        | 123        | 868                       | 66      | 146       | 816       | 185        |
| 2001 | 387.695     | 4.048.890   | 9,6         | 402        | 283        | 119        | 964                       | 70      | 172       | 656       | 184        |
| 2002 | 377.726     | 4.048.900   | 9,3         | 401        | 278        | 123        | 941                       | 71      | 182       | 740       | 183        |
| 2003 | 376.401     | 4.048.900   | 9,3         | 417        | 299        | 118        | 902                       | 77      | 176       | 753       | 185        |
| 2004 | 385.384     | 4.048.900   | 9,5         | 393        | 273        | 120        | 980                       | 78      | 160       | 705       | 185        |
| 2010 | 383.265     | 4.440.650   | 8,6         | 418        | 274        | 144        | 916                       | 80      | 195       | 589       | 181        |
| 2014 | 390.733     | 4.543.000   | 8,6         | 414        | 274        | 140        | 943                       | 78      | 193       | 417       | 179        |
| 2017 | 367.530     | 4.610.910   | 8,0         | 466        | 319        | 147        | 788                       | 84      | 167       | 425       | 179        |
| 2020 | 395.600     | 4.932.431   | 8,0         | 450        | 300        | 150        | 879                       | 88      | 170       | 364       | 175        |
| 2022 | 399.000     | 4.999.000   | 8,0         | 367        | 263        | 104        | 1.087                     | 93      | 110       | 318       | 175        |